# Coussarea acuminata
Coussarea acuminata är en måreväxtart som först beskrevs av Hipólito Ruiz López och Pav., och fick sitt nu gällande namn av Daniela Cristina Zappi. Coussarea acuminata ingår i släktet Coussarea och familjen måreväxter.
Artens utbredningsområde är Peru. Inga underarter finns listade i Catalogue of Life.